# 카메트산
카메트산(힌디어: कामेत)은 인도 우타라칸드주의 가르왈 지방에서 난다 데비 다음으로 두 번째로 높은 산이다. 세계에서 29번째로 높은 산이다. 우타라칸드주의 차몰리 지구에 위치한다.
그 모습은 두 개의 봉우리가 있는 평평한 정상부가 있는 거대한 피라미드를 닮았다.

## 등반
티베트고원 근처에 위치하기 때문에 카메트산은 매우 외지고 일부 히말라야 봉우리처럼 접근하기 쉽지 않다. 또한 고원에서 많은 바람을 받는다. 그러나 현대 기준으로 이처럼 높은 산치고는 비교적 등반이 쉬운 편이다. 이 지역의 초기 탐험가들은 라니켓에서 울창한 산림을 가로질러 약 200 마일 (321.9 km)의 긴 접근 행진에 직면했지만, 오늘날에는 접근이 더 쉽다.
카메트산 등반 시도는 1855년에 시작되었으나, 1931년에야 프랭크 스마이스, 에릭 시프턴, R.L. 홀즈워스, 원정대 의사였던 레이먼드 그린, 빌 버니, 레와 셰르파를 포함한 영국 원정대원들에 의해 첫 등정이 이루어졌다. 카메트산은 25,000 ft (7,620 m)를 넘는 봉우리 중 최초로 등정된 산이었고, 5년 뒤 난다 데비가 첫 등정될 때까지 최고봉 도달 기록을 유지했다. 하지만 1920년대에는 에베레스트산 북측에서 훨씬 더 높은 비정상 고도에 도달한 적이 있다.
표준 경로는 동카메트(또는 푸르비 카메트) 빙하에서 시작하여 미드 콜(약 7,100m/23,300 ft)을 통해 오르는데, 미드 콜은 카메트와 그 북쪽 외곽에 있는 아비 가민 사이의 안부이다. 미드 콜에서 경로는 북면의 북동쪽 가장자리를 따라 올라간다. 미드 콜로의 등반은 가파른 협곡, 암벽, 그리고 여러 빙하 등반을 포함한다. 보통 5개의 캠프가 설치된다. 정상으로의 최종 등반은 가파른 눈, 경우에 따라서는 얼음 위를 포함한다.

## 인접 및 보조 봉우리

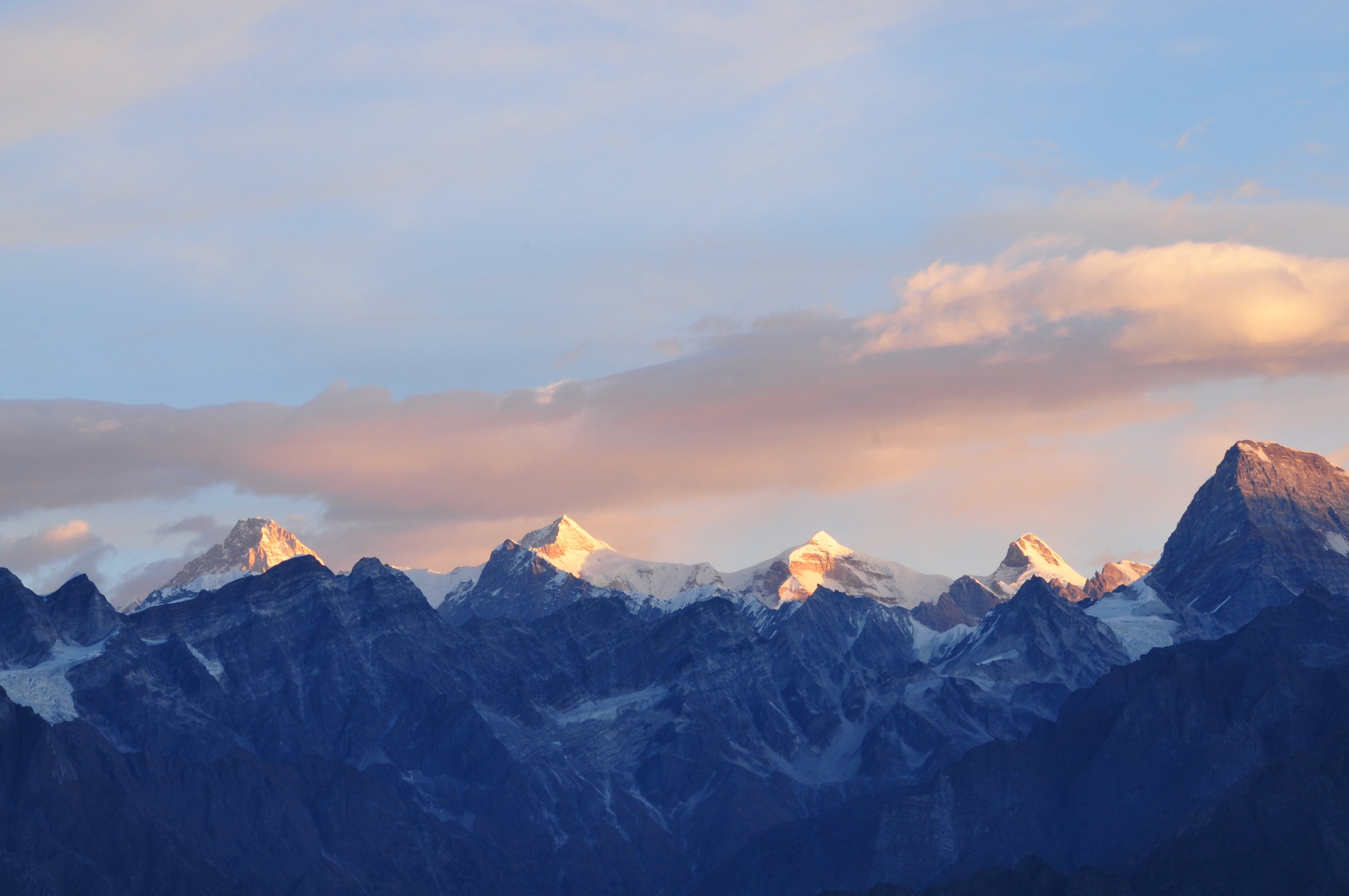
카메트산(왼쪽), 만디르 파르바트(왼쪽에서 두 번째), 마나, 데오반, 닐기리 (쿨라라 캠프장에서)

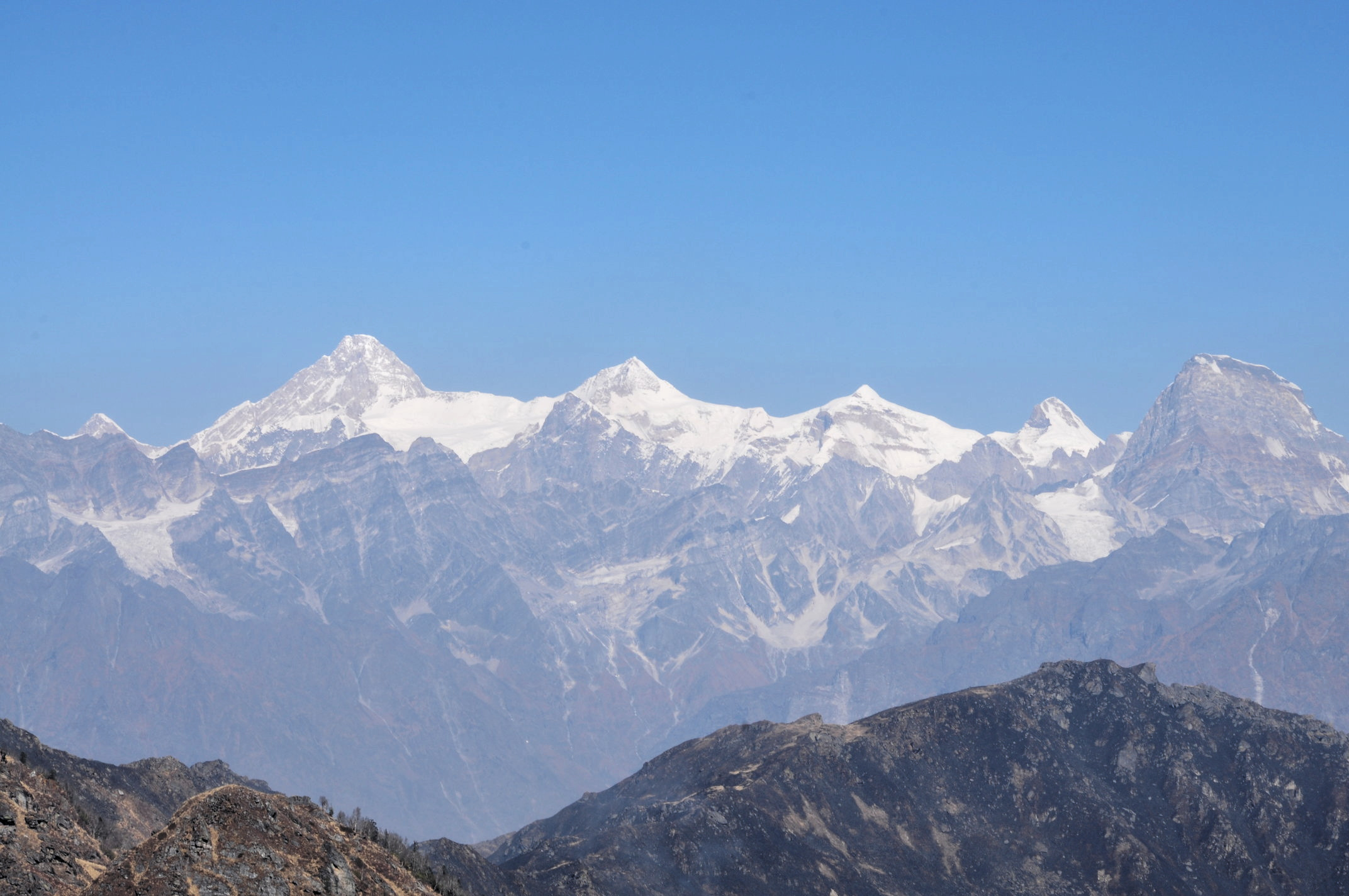
카메트산(왼쪽), 만디르 파르바트(왼쪽에서 두 번째), 마나, 데오반, 닐기리 (쿠아리 정상에서)

카메트산은 세 개의 주요 인접 또는 보조 봉우리로 둘러싸여 있다:
- 무쿠트 파르바트, 7,242 m (23,760 ft) 97위, 돌출높이 = 840 m, 북위 30° 57′ 08″ 동경 79° 34′ 13″ / 북위 30.95222°  동경 79.57028° , 카메트산 북서쪽. 첫 등정 1951년 (아래 참조). 무쿠트 파르바트의 낮은 쌍둥이 정상은 7,130 m (23,392 ft)의 고도를 가진다.
- 아비 가민, 7,355 m (24,130 ft), 돌출높이 = 217 m 북위 30° 55′ 57″ 동경 79° 36′ 09″ / 북위 30.93250°  동경 79.60250° , 카메트산 북북동쪽; 미드 콜로 카메트산과 연결되어 있다. 첫 등정 1950년.
- 마나 봉우리, 7,272 m (23,858 ft) 92위, 돌출높이 = 720 m, 북위 30° 52′ 52″ 동경 79° 36′ 57″ / 북위 30.88111°  동경 79.61583° , 카메트산 남남동쪽. 첫 등정 1937년.

마나 북서쪽(7,092m), 포인트 6,977m, 데오반(6,855m), 비단 파르바트(6,519m) 등 여러 인접 봉우리도 카메트산과 가깝다.

## 명칭
"카메트"라는 이름에 대한 다양한 설명이 있다. 찰스 미드는 발음을 /ˈkʌmeɪt/로 제시하며, 티베트인들에게는 "성스러운 눈줄기의 거대한 할머니"를 의미하는 캉멘으로 알려져 있다고 주장한다. 그러나 프랭크 스마이스는 그의 저서 『카메트 정복』에서 이 이름이 티베트어 캉메드("낮은 눈들", 캉은 "눈", 메드는 "작은"에서 유래)에서 비롯되었다고 썼는데, 카메트산 동쪽 110마일 떨어진 카일라스 산맥의 "높은 눈들"과는 구별된다고 한다. 이 산맥은 카메트산보다 약간 낮으며 최고봉은 구르라 만다타 7,728m/25,355 ft이지만, 티베트고원에 더 완전히 자리 잡고 있다. 새벽과 황혼에 "카메트산의 구리색 암석이 비스듬한 태양 광선을 반사하여 매달린 빙하를 빛나게 하고 산을 붉게 타오르는 빛으로 물들인다". 따라서 "빙하 불꽃"이라는 용어도 카메트산 이름의 비유로 사용된다.

## 부분별 연대기
- 1848: 리처드 스트레이시가 카메트산과 이웃 봉우리인 아비 가민, 무쿠트 파르바트, 마나의 높이와 위치를 측정한다.
- 1855: 동인도 회사의 초청으로 측량 작업을 위해 아돌프와 로베르트 슐라긴트바이트 독일 탐험가이자 과학자들이 변장하여 티베트로 들어간다. 발각되어 체포된 후 돌아와 티베트에서 아비 가민(아비 가민 빙하를 통해)을 시도하며, 그곳이 카메트산이라고 믿는다. (이 오류는 1912년까지 원정대를 방해한다.) 그들은 6,785 m (22,260 ft)의 높이에 도달했다고 주장하는데, 이는 당시로서는 대단한 기록이다.
- 1877: E. C. 라이알 휘하의 인도 측량국 소속 I. S. 포콕이 카메트산의 위치를 정확히 측량한다. 그러나 그는 아비 가민이 카메트산의 사소한 하위 봉우리이며 정상으로 가는 북쪽 경로가 실용적이라는 부정확한 믿음을 지지한다.
- 1907: 톰 롱스태프, 찰스 브루스 그리고 A. L. 멈은 알프스 가이드 알렉시스와 앙리 브로슈렐과 함께 카메트산의 동쪽과 서쪽을 예비 정찰한다. 동카메트 빙하 위 6,100 m (20,000 ft)가 최고 도달 지점이다. 롱스태프는 눈사태 위험 때문에 동카메트 경로가 너무 위험하다고 판단한다.
- 1910–1911: 찰스 미드는 알프스 가이드 알렉시스 브로슈렐과 피에르 블랑, 그리고 알렉산더 켈라스가 이끄는 별도의 원정대와 함께 봉우리의 서쪽을 예비 정찰한다; 그들은 카이암 고개와 빙하를 탐험한다.
- 1911: A. M. 슬링스비 대위가 아비 가민과 무쿠트 파르바트 사이의 능선(나중에 슬링스비 콜, 6,400m/21,000 ft로 명명됨)의 콜을 통해 가스톨리 빙하(또는 서카메트 빙하)에서 카메트산 서쪽을 시도한다.
- 1912: 미드는 발레주의 장크트 니클라우스 출신 알프스 가이드 프란츠 로흐마터, 피에르 블랑, 쥐스탱 블랑, 장 페랭과 함께 슬링스비의 경로로 카메트산을 시도하고, 나중에는 카메트산 동쪽의 라이카나 빙하 시스템을 탐험한다. 미드는 동카메트 빙하가 카메트 정상으로 가는 유일한 실용적인 경로라고 결론 내린다.
- 1913: 슬링스비는 1911년과 동일한 경로를 시도하여 7,000 m (23,000 ft)에 도달한다. 그는 나중에 1916년 메소포타미아 전투에서 사망한다.
- 1913: 미드는 알프스 가이드 피에르 블랑과 함께 동쪽에서 카메트산을 시도하여 미드 콜, 7,138 m (23,420 ft)에 도달한다.
- 1914: 켈라스는 기록이 남아 있지 않은 또 다른 정찰을 하지만, 제1차 세계 대전의 시작으로 인해 도중에 중단되었을 것으로 추정된다.
- 1920: 켈라스와 헨리 모르스헤드는 미드의 1913년 경로를 시도하여 미드 콜보다 약간 높은 지점에 도달한다.
- 1931: 위에서 자세히 설명된 카메트산의 첫 등정.
- 1937: 프랭크 스마이스는 바윤다르 계곡으로 돌아와 8월 12일 우타리 나크토니 빙하 상류의 고원으로부터 남쪽 능선을 통해 마나를 단독으로 첫 등정한다. 그의 동료 P.R. 올리버는 23000피트 지점에서 지쳐 멈춰섰다.[3][4]
- 1950: 영국-스위스 연합 원정대가 아비 가민 북동쪽 능선을 통해 등정한다.
- 1951: 무쿠트 파르바트는 뉴질랜드 팀에 의해 가파른 북서쪽 능선을 통해 등정되었으며, 이 팀에는 얼 리디포드 (대장), 에드먼드 힐러리, 조지 로위, 에드먼드 코터 및 파상 다와 라마가 포함되었다. 정상 등정자는 리디포드, 코터, 파상 다와 라마였다.[5]
- 1955: 다르질링의 히말라야 등반 연구소에서 온 인도 원정대가 7월 6일 카메트산의 두 번째 등정을 이룬다. 난두 자얄이 팀을 이끌었으며, 자얄, 앙 타르카이, 다 남갈, 앙 템바, 흐라크파 도르제가 정상팀을 구성했다. 그들의 경로는 아비 가민과 카메트산을 연결하는 능선을 따랐다.[6][7]
- 1966: 마나는 9월 19일, 1937년에 스마이스가 실패했던 푸르비 카메트 빙하에서 북서쪽 능선을 통해 새로운 경로로 프라네시 차크라보르티, 파상 푸타르, 셰링 락파, 파상 셰링이 캠프 5(약 22500')에서 등반되었다.[3]
- 1995: 마나 북서부는 인도-티베트 국경 경찰–일본 공동 원정대원들이 힘든 기술적인 벽 등반 끝에 등반했다.
- 2000: 세기가 바뀌는 것을 기념하여, 서벵골주 아산솔의 럽탭스 산악회가 2000년 10월 3일 카메트산을 등반했다. 정상 등정자는 대장 가우탐 무케르지, 자스지트 싱이다.
- 2006: 히말라야 클럽 콜카타 지부의 기념 75주년 원정대가 10명의 등반가를 카메트산 정상에 올려놓았다.[8] (최초 등반가 프랭크 스마이스는 히말라야 클럽 회원이었다.)
- 2008: 남동벽(6,000 ft)은 두 일본인 등반가 히라이데 카즈야와 다니구치 케이에 의해 처음으로 등반되었다.[9]
- 2010: 눈사태로 C. 푸르나찬드라 중령과 매니시 구세인 소령이 사망했다. 그들은 아제이 코티얄 대령이 이끄는 41명의 인도 육군 팀의 일원이었다.[10] 41명의 대원 중 기술 부족으로 정상에 오르지 못했다.
- 2010: 허버트 볼프가 이끄는 6명의 팀이 푸르비 카메트 빙하와 미드 콜을 거쳐 정상으로 가는 전통적인 경로를 따랐다. 4개의 고소 캠프가 설치되었고 정상 캠프(해발 7080m)에서 시도가 이루어졌다. 2010년 9월 28일, 대장인 올리버 아만, 니콜라스 투불, 베른트 마이어, 롤랑 브란트가 정상에 도달했다. 에리히 아이셀레는 건강상의 이유로 5620m 이상 올라가지 못했다.[11]
- 2012: 남서벽(2,000m)은 프랑스 등반가 세바스티앙 보앙, 디디에 주르단, 세바스티앙 모아티, 세바스티앙 라텔에 의해 처음 등반되었으며, 그들이 스파이시 게임이라고 명명한 경로를 따랐고, 이로 인해 2013년 황금 피켈상을 수상했다.[12] 2012: 벵골, 바라트 (압둘 칼람 교육 학회) 팀은 스와미 비베카난다의 150번째 생일을 축하했다. 셰르파 3명(락파 셰르파, 미그마 셰르파, 두크파 셰르파)과 대원 3명(모하메드 가잘리 칸, 산투 비스와시, 난단 프라사드 자이스왈 "난두")이 정상에 올랐다.
- 2014: 2014년, 가르왈 히말라야의 카메트산(7,756m) 원정대는 예상치 못한 일련의 난관에 직면하여 결국 실패로 끝났다. 나켈른다가 트레커스 협회의 조츠나 세스가 이끄는 콜카타 팀은 경험이 풍부한 산악인들로 구성되어 신중하게 계획된 등반을 준비했었다. 그러나 두 가지 중요한 요인, 즉 심각한 기상 조건과 식량 부족으로 인해 정상에 도달하기 전에 등반을 포기해야 했다. 원정대는 폭설과 강풍을 포함한 장기간의 악천후에 시달렸다. 화이트아웃 조건은 항해를 어렵게 만들었고, 극한의 추위는 팀의 진행을 늦췄다. 예상치 못한 폭풍은 캠프 간 이동을 지연시켜 가용한 보급품에 대한 의존도를 높였다. 날씨로 인한 장기간의 지연으로 팀의 식량 공급이 위험할 정도로 부족해지기 시작했다. 산악인들은 예상 일정에 따라 식량을 계획했지만, 장기간의 악천후로 인해 보급품을 재충전할 수 없는 상태로 더 오랫동안 고소 캠프에 머물러야 했다. 이는 등반가들 사이에서 피로, 탈수 및 에너지 수준 감소로 이어졌다. 안전한 귀환이었지만 목표는 미완성으로 남았다.[13]
- 2015: 2015년 8월, 콜카타 출신의 8명의 숙련된 등반가 팀이 인도에서 가장 높은 등반 가능한 봉우리인 카메트산(7,756m) 정복이라는 야심찬 여정에 나섰다. 여러 히말라야 원정을 성공적으로 이끈 경험 많은 산악인 피유시 신하가 이끄는 팀은 2015년 9월 11일 오전 8시 45분, 타시 셰르파, 스탄부 셰르파, 소메나트 몬달이 카메트산 정상에 섰고, 이는 콜카타 기반 팀의 첫 성공적인 등정이었다. 그들은 인도 국기를 게양하고 사진을 찍었으며, 정상에서 15분 동안 머물렀다.

## 빙하와 강
서카메트(파치미 또는 파스치미) 빙하, 동카메트(푸르비 또는 푸르바) 빙하, 그리고 라이카나 빙하 시스템이 카메트산을 둘러싸고 있다. 서카메트 빙하의 지류는 카메트산, 아비 가민, 그리고 무쿠트 파르바트의 서쪽 경사면에 자리하고 있다. 동카메트 빙하는 카메트산과 마나의 동쪽에서 흘러나온다. 라이카나 빙하는 미드 콜 안부의 동쪽에서 발원하여 아비 가민의 동쪽으로 흐르며, 동카메트 빙하와 합류한다. 서카메트 빙하는 사라스와티강으로 흐르고, 동카메트 빙하는 다울리강을 형성한다; 두 강 모두 차몰리 지구의 주요 강인 알라크난다강의 지류이다.

## 고고도 연구
알렉산더 켈라스와 그의 동료 헨리 모르스헤드는 1920년 카메트 원정 중 고고도 여행의 생리학과 적응, 그리고 보충 산소 사용 가능성에 초점을 맞춘 과학적 연구를 수행했다. 이 연구들은 결국 에베레스트산 원정에 유용하다는 것이 입증되었다.

## 더 읽어보기
- 미허 메타(히말라야 클럽 부회장), "카메트의 유혹," 2006년 히말라야 클럽 콜카타 지부 카메트 기념 소책자; 160페이지. (첫 등정 75주년 기념; 유명 산악인들의 기사, 지도, 경로 및 프랭크 스마이스가 찍은 희귀 역사 사진을 포함한 포괄적인 선집.)
- 틀:Neate-High Asia
- H. 아담스 카터, "히말라야의 분류," American Alpine Journal, 1985.
- 히말라야 지수